# RAG Aktiengesellschaft
RAG Aktiengesellschaft eller bara RAG (före detta Ruhrkohle AG) med huvudkontor i Essen är en företagskoncern inom energi, gruvor, kemi och fastigheter. Delägare är RWE, ThyssenKrupp, Arcelor och E.ON. RAG grundades 1968 och har idag[när?] omkring 100 000 anställda. 
RAG skapades för att konsolidera den tyska gruvindustrins storkoncerner.